# Mira Möller
Mira Möller (* 16. Februar 1986 in Dortmund) ist eine ehemalige deutsche Fußballspielerin.
Die Abwehrspielerin spielte für die SG Wattenscheid 09, die zur Saison 2007/08 in die 1. Bundesliga aufstieg. Dort bestritt Möller elf Spiele und erzielte ein Tor. Ihre Karriere begann sie beim Geisecker SV. 
Mittlerweile hat sie ihre Karriere beendet.
Mira Möller arbeitet als Sachbearbeiterin bei der Bundesagentur für Arbeit in Schwerte.